# Tounj
Tounj falu és község Horvátországban, Károlyváros megyében. Közigazgatásilag Gerovo Tounjsko, Kamenica Skradnička, Potok Tounjski, Rebrovići, Tržić Tounjski és Zdenac települések tartoznak hozzá.

## Fekvése
Károlyvárostól 32 km-re délnyugatra, Lika, a Hegyvidék (Gorski kotar) és a Kordun területének határán fekszik.

## Története
A települést egykor Tovunjska peć-nek (azaz Tovunj barlangnak) nevezték. A hagyomány szerint ugyanis abban a barlangban, melyből a Tounjčica-patak ered a török betörések idején három család, a Furmić, Juraić és Rabrović család sáncolta el magát és ők építették később Tounj várát. A várat 1481-ben említik először, amikor Frangepán István birtoka volt, majd 1550-ben a Zrínyiekkel történt birtokmegosztáskor is a Frangepánok birtokában maradt. 1558-ban a vár zárlat alá vételét végrehajtani hivatott bizottság üresen találta. 1576-ban adásvétellel a Zrínyiek birtoka lett, majd 1577-ben a katonai határőrvidékhez csatolták és helyőrséget helyeztek el benne.1579-ben Károlyváros erődjének megépítésével Tounj jelentősége is megnőtt, annak egyik előretolt erőssége lett. A török 1582-ben a szomszédos Szluint és környékét elpusztította, több kisebb várat pedig elfoglalt. Ennek hatására 1584-ben Tounj várát is megerősítették, felszerelését korszerűsítették. 1593-ban a Hrusztán boszniai bég Sziszek eleste után a tounji vár őrségén is rajtaütött, a várat elfoglalták és nagyrészt lerombolták, a települést felégették, kilencven lakost rabságba hurcoltak. 1609-ben a Frangepánok elérték a királynál, hogy utasítsa Erdődy Tamás horvát bánt a vár átadására, de őrsége ezt megtagadta. A 17. század végére a vár körüli település fokozatosan épült ki. 1695-ben Sebastijan Glavinić püspök már azt jelenti a Szentszék felé, hogy a tounji plébánia háromszáz hívő lelket számlál, akikről óhorvátul miséző lelkipásztor (glagoljaš) gondoskodik. 1700-ban felépült a Keresztelő Szent János plébániatemplom. 1708-ban Benedikt Bedeković püspök már háromszázötven hívőről számol be. 1715-ben a vidéket hatalmas éhínség sújtotta, lakói közül sokan a magyarországi Pécsre költöztek át. 1746-ban a katonai határőrvidék átszervezésével a várat kiürítette a katonaság és járási hivatalt rendeztek be benne. 1773-ban a várban iskola is nyílott. 1785-ben a II. József által elrendelt népszámlálás a katonai határőrvidék lakosságát nem vette számba. A település és a vár 1809 és 1815 között francia megszállás alatt állt. 1827-ben a plébániatemplomot megújították és bővítették, de az idők folyamán olyan rossz állapotba került, hogy 1895-ben Josip Broz plébános lebontatta. Helyére 1897-ben épült fel az új plébániatemplom, melyet azon év december 8-án szentelt fel Ante Perković ogulini plébános. 1913-ban a MÁV fővonalán Tounj és Generalski Stol között emberi mulasztás következtében összeütközött egy tehervonat a fiumei gyorsvonattal. A balesetnek 6 áldozata volt.
A falunak 1857-ben 636, 1910-ben 581 lakosa volt. Trianonig Modrus-Fiume vármegye Ogulini járásához tartozott. 2011-ben a falunak 346, községnek összesen 1145 lakosa volt.

## Lakosság
| Lakosság változása | Lakosság változása | Lakosság változása | Lakosság változása | Lakosság változása | Lakosság változása | Lakosság változása | Lakosság változása | Lakosság változása | Lakosság változása | Lakosság változása | Lakosság változása | Lakosság változása | Lakosság változása | Lakosság változása | Lakosság változása |
| ------------------ | ------------------ | ------------------ | ------------------ | ------------------ | ------------------ | ------------------ | ------------------ | ------------------ | ------------------ | ------------------ | ------------------ | ------------------ | ------------------ | ------------------ | ------------------ |
| 1857               | 1869               | 1880               | 1890               | 1900               | 1910               | 1921               | 1931               | 1948               | 1953               | 1961               | 1971               | 1981               | 1991               | 2001               | 2011               |
| 636                | 680                | 668                | 766                | 673                | 581                | 523                | 558                | 463                | 460                | 498                | 434                | 467                | 414                | 379                | 346                |

## Nevezetességei
- Tounj várának romjai[5] jelenleg az IGM kőbánya ipari területén belül vannak. Az üzem főkapujának közvetlen közelében található maradványok és az állítólag az egykori vár kerektornyából kialakított kápolna az üzemi területre esik, jelenleg nem látogatható, állapota ismeretlen. Pieroni és Stier hadmérnökök alaprajza alapján a vár egykor téglalap alaprajzú volt, egyik sarkán egy erős lakótoronnyal. A lakótoronnyal szemközti sarokban volt még egy kisebb kör alakú torony is. Egy 1701-es alaprajz, még egy lakótoronyhoz épített épületet is ábrázol.
- Keresztelő Szent János tiszteletére szentelt plébániatemploma[6] 1897-ben épült a korábbi plébániatemplom helyén Hermann Bollé bécsi építész tervei szerint. Külső formája kissé hasonlít is az ugyancsak Bollé tervei által újjáépített zágrábi székesegyházra. Különálló barokk harangtornyát belső lépcső köti össze a templommal. Az épület háromhajós, keresztboltozatos mennyezete az oldalfalakba épített négyszögletes oszlopokra támaszkodik. Főoltárát 1902-ben faragta Stjepan Podhorsky, oltárképén a Jézust megkeresztelő Szent Jánossal. Mellékoltárai a Szűzanya és Jézus Szíve tiszteletére vannak szentelve.
- A plébánia épülete 1824-ben épült a templom közelében.
- Tounj várának maradványai közelében, egy magas helyen álló Nepomuki Szent János tiszteletére szentelt kápolnája[7] a 16. században épült. Korabarokk épület, ovális alaprajzzal és félkör alakú szentéllyel. A kápolna nyugat-keleti tájolású, szentélye félkupolával van beboltozva. A fa harangtorony, valamint a berendezés nem maradt fenn. Egyedülálló alaprajzával tűnik ki a megye szakrális épületei közül.
- A Tounjčica-patak forrásbarlangja, a település régi névadója.
- Európának ezen a részén egyedülálló a tounji kétszintes háromnyílású, 12 méret hosszú kőhíd a Tounjčicán. A híd első szintje 1775-ben, a második szint 1836-ban épült. A híd felett egy római harcos 1775-ben faragott kőszobra áll.
- A település kulturális és művészeti egyesülete a “Tounjčica” Kulturális és Művészeti Egyesület (KUD Tounjčica)